# Kelet-Dráva
Kelet-Dráva este o arie protejată (arie specială de conservare — SAC, sit de importanță comunitară — SCI) din Ungaria întinsă pe o suprafață de 6.623,5 ha, integral pe uscat.

## Localizare
Centrul sitului Kelet-Dráva este situat la coordonatele 45°50′08″N 17°43′06″E / 45.835556°N 17.718333°E.

## Înființare
Situl Kelet-Dráva a fost declarat sit de importanță comunitară în mai 2004 pentru a proteja 22 de specii de animale. Situl a fost protejat și ca arie specială de conservare în februarie 2010.

## Biodiversitate
Situată în ecoregiunea panonică, aria protejată conține 13 habitate naturale: Păduri aluvionare cu Alnus glutinosa și Fraxinus excelsior (Alno-Padion, Alnion incanae, Salicion albae), Râuri cu maluri nămoloase cu vegetație de Chenopodion rubri p.p. și Bidention p.p., Păduri ilirice de stejar și carpen (Erythronio-Carpinion), Tufărișuri panonice ale dunelor de nisip continentale (Junipero-Populetum albae), Mlaștini alcaline, Stepe panonice nisipoase, Dune continentale panonice, Ape stătătoare oligotrofe până la mezotrofe, cu vegetație de Littorelletea uniflorae și/sau de Isoëto-Nanojuncetea, Păduri mixte riverane de Quercus robur, Ulmus laevis și Ulmus minor, Fraxinus excelsior sau Fraxinus angustifolia, de-a lungul marilor râuri (Ulmenion minoris), Pajiști aluvionare inundabile, de Cnidion dubii, Lacuri eutrofice naturale cu vegetație de tip Magnopotamion sau Hydrocharition, Fânețe de joasă altitudine (Alopecurus pratensis, Sanguisorba officinalis), Cursuri de apă de la nivel de câmpie la nivel montan, cu vegetație Ranunculion fluitantis și Callitricho-Batrachion.
La baza desemnării sitului se află mai multe specii protejate:
- amfibieni (1): triton cu creastă dobrogean (Triturus dobrogicus)
- mamifere (3): liliac cârn (Barbastella barbastellus), vidră de râu (Lutra lutra), liliac de iaz (Myotis dasycneme)
- nevertebrate (4): Arytrura musculus, Graphoderus bilineatus, Hypodryas maturna, fluturele purpuriu (Lycaena dispar)
- pești (13): avat (Aspius aspius), zvârluga (Cobitis taenia), Eudontomyzon spp., romanogobio albipinnatus (Gobio albipinnatus), Gymnocephalus baloni, răspăr (Gymnocephalus schraetzer), țipar (Misgurnus fossilis), săbiță (Pelecus cultratus), boarță (Rhodeus sericeus amarus), Rutilus pigus, dunăriță (Sabanejewia aurata), țigănuș (Umbra krameri), pietrar (Zingel zingel)
- reptile (1): țestoasa de baltă (Emys orbicularis)

Pe lângă speciile protejate, pe teritoriul sitului au mai fost identificate 3 specii de nevertebrate.